# Premio Nacional de Literatura de Bolivia
Los Premios Nacionales de Literatura pertenecen a los Premios Nacionales de Bolivia y son considerados como los mayores galardones de literatura de este país.
Son otorgados anualmente por el Ministerio de Culturas y Turismo de Bolivia en las siguientes modalidades:
- Premio Nacional de Novela
- Premio Nacional de Poesía Yolanda Bedregal
- Premio Guamán Poma de Ayala
- Premio Nacional de Literatura Juvenil
- Premio Nacional de Literatura Infantil

## Premio Nacional de Novela
Pueden postularse al Premio Nacional de Novela todas las personas de nacionalidad boliviana que residan en Bolivia. La obra literaria tendrá que ser inédita y estar escrita en lengua castellana. Los autores ganadores sólo pueden postularse nuevamente después de dos años.

## Premio Nacional de Poesía Yolanda Bedregal
Es considerado el mayor galardón en el género de poesía de Bolivia, otorgado anualmente por el Ministerio de Culturas y Turismo de Bolivia, junto al Gobierno Autónomo Departamental de La Paz, la Familia Conitzer Bedregal y Plural editores.

## Premio Guamán Poma de Ayala
El Premio Guamán Poma de Ayala se confiere a obras de narrativa en lenguas originarias.

## Premio Nacional de Literatura Juvenil
El Premio Nacional de Literatura Juvenil recibe postulantes entre 13 y 18 años de nacionalidad boliviana que
residan en Bolivia. La obra literaria tendrá que ser inédita y estar escrita en lengua castellana.

## Premio Nacional de Literatura Infantil
Al Premio Nacional de Literatura Infantil pueden postularse niños de entre 8 y 12 años de nacionalidad boliviana que residan en Bolivia. La obra literaria tendrá que ser inédita y estar escrita en lengua castellana.